# Мільгідунське сільське поселення
Мільгіду́нське сільське поселення (рос. Мильгидунское сельское поселение) — сільське поселення у складі Чернишевського району Забайкальського краю Росії.
Адміністративний центр — село Мільгідун.

## Історія
2013 року було утворено село Нижній Мільгідун шляхом виділення частин із села Мільгідун.

## Населення
Населення сільського поселення становить 816 осіб (2019; 826 у 2010, 924 у 2002).

## Склад
До складу сільського поселення входять:
| Населений пункт        | Населення, осіб (2002) | Населення, осіб (2010) |
| ---------------------- | ---------------------- | ---------------------- |
| Кумаканда, село        | 89                     | 80                     |
| Мільгідун, село        | 771                    | 717                    |
| Налгекан, селище       | 64                     | 29                     |
| Нижній Мільгідун, село | -                      | -                      |